# Hydrocotyle elongata
Hydrocotyle elongata là một loài thực vật có hoa trong Họ Cuồng. Loài này được A.Cunn. ex Hook.f. mô tả khoa học đầu tiên năm 1852.